# Eagle Squadrons

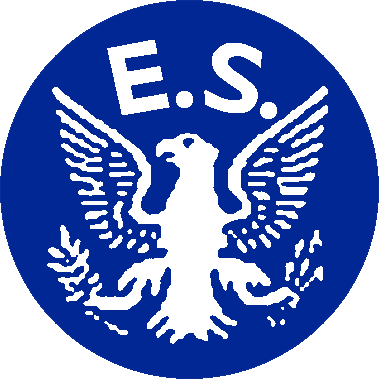
Emblème des Eagle Squadrons.

Les Eagle Squadrons (« escadrilles des aigles ») sont trois escadrilles d'avions de chasse de la Royal Air Force formées vers 1940 pendant la Seconde Guerre mondiale avec des pilotes américains volontaires, avant l'entrée en guerre des États-Unis en décembre 1941. Elle est dans l'esprit à l'image de l'escadrille La Fayette lors de la Première Guerre mondiale ou l'escadrille de Tigres volants durant la guerre sino-japonaise.
Les recrues américaines rejoignaient l'Aviation royale canadienne pour apprendre à voler et à combattre, mais d'autres étaient déjà aguerris par leur engagement avec la Finlande contre les Soviétiques dans la guerre d'Hiver.
Charles Sweeney, un homme d'affaires basé à Londres, a notamment participé à l'effort de recrutement pour ces escadrilles.